# اللجنة الدولية للكارتينغ
اللجنة الدولية للكارتينغ (بالفرنسية: Commission Internationale de Karting)‏ واختصارا (سي أي كي) هي الهيئة الدولية الرئيسية المنظمة لسباقات الكارت. تأسست في عام 1962،  ويقع مقرها الرئيسي في باريس، فرنسا. وفي عام 2000 انضمت إلى الاتحاد الدولي للسيارات. تنظم الحدث الأكثر أهمية لفئة الكارت وبطولة العالم للكارتينغ.
تولى الرئيس الحالي الشيخ عبد الله بن حمد آل خليفة مهام منصبه في نوفمبر 2010. وكان قد سلفه للمنصب لويجي ماكالوسو (أكتوبر 2005 - أكتوبر 2009) ونيكولا ديشو (أكتوبر 2009- أكتوبر 2010).